# Kaulsdorf (Berlino)

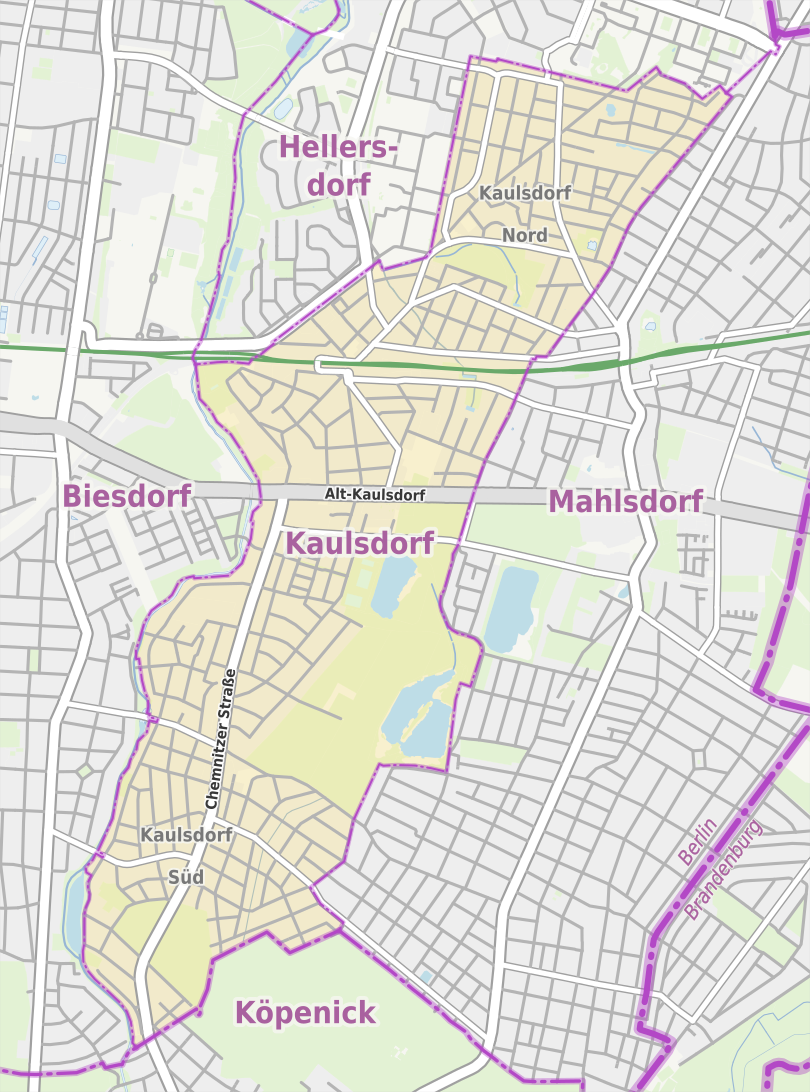
Mappa del quartiere

Kaulsdorf è un quartiere di Berlino, appartenente al distretto di Marzahn-Hellersdorf.

## Storia
Già comune autonomo, venne annessa nel 1920 alla "Grande Berlino", venendo assegnata al distretto di Lichtenberg.